# Panteonul din Paris

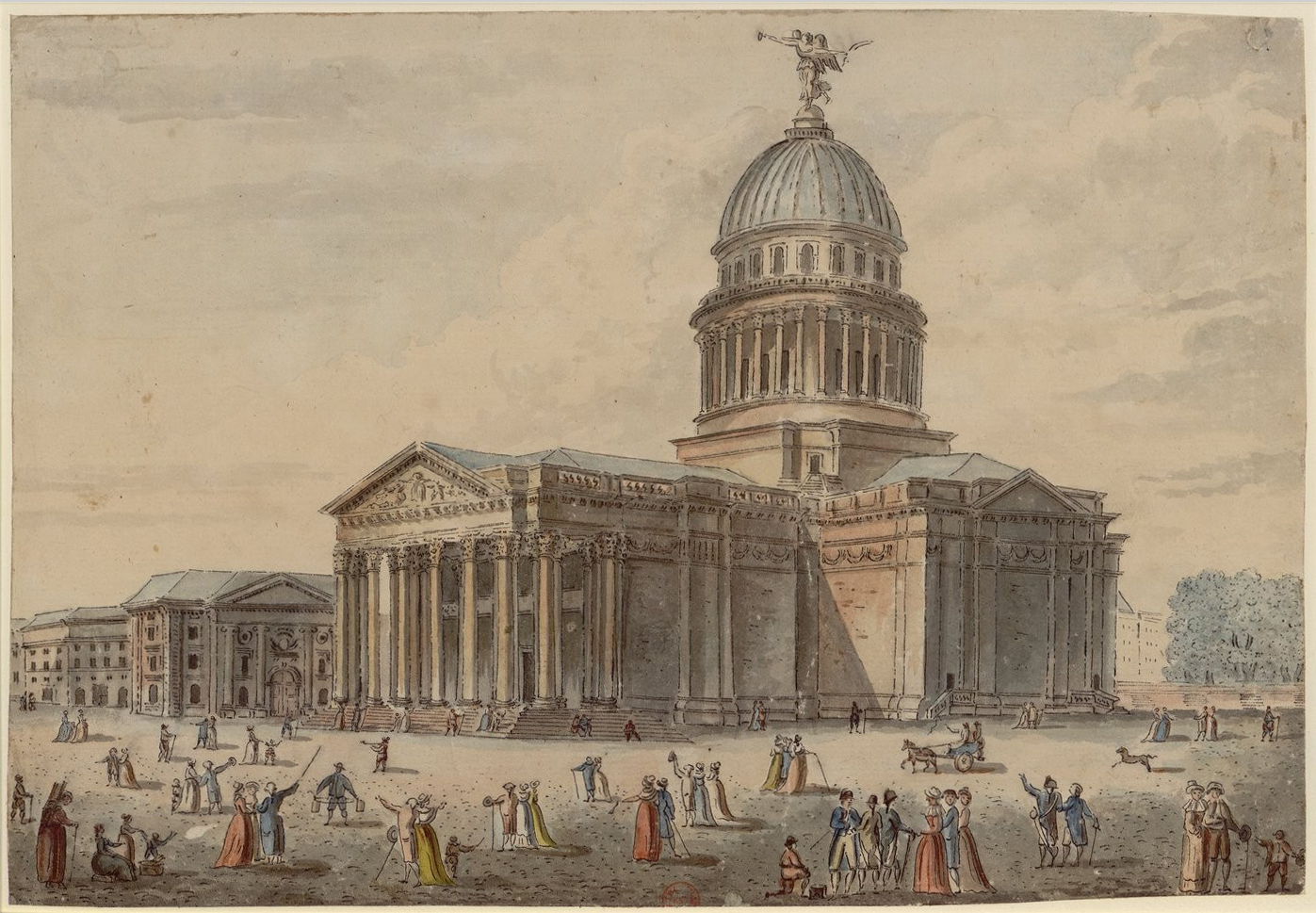
Reprezentare din perioada descreștinării, fără cruce în vârf (1792)

Panteonul din Paris (în franceză Panthéon) este o clădire în arondismentul 5 din Paris, Franța, construită la sfârșitul secolului al XVIII-lea de arhitectul Jacques-Germain Soufflot ca biserică dedicată sfintei Genoveva (Sainte-Geneviève). În timpul Revoluției Franceze edificiul a fost profanat, iar în prezent este un memorial care adăpostește rămășițele pământești ale unor personalități franceze marcante. Este un exemplu al arhitecturii neoclasiciste, cu fațada inspirată după cea a Panteonului din Roma.

## Istoric
În anul 1744 regele Ludovic al XV-lea a venit la biserica veche din abația Sainte Geneviève să se reculeagă, îndeplinindu-și promisiunea făcută când era bolnav. Cu aceasta ocazie, canonicii regulari din abație au primit promisiunea că regele va renova biserica pe cheltuiala sa. În 1755 proiectul a fost încredințat arhitectului Jacques-Germain Soufflot. Lucrările au început un ani mai târziu. A fost nevoie de zece ani pentru construirea criptei. La data decesului lui Soufflot, lucrări de structură erau bine avansate. Construcția a fost terminată în 1790 sub conducerea lui Maximilien Brébion și Jean-Baptiste Rondelet. Prin decretul din 4 aprilie 1791 biserica a fost transformată într-un templu laic în onoarea marilor oameni ai națiunii, iar crucea de pe cupolă a fost înlocuită cu reprezentarea unui geniu mitologic. Asupra acestei din urmă măsuri s-a revenit ulterior.

## Descriere

### Personalități înmormântate la Panthéon
Până la 2015, 73 de personalități erau înmormântate la Panthéon, inclusiv 24 de politicieni, circa douăzeci de militari, câțiva clerici și cinci scriitori. Printre cele mai cunoscute se numără:
| Anul înmormântării | Nume                                      | Mențiuni |
| ------------------ | ----------------------------------------- | --- |
| 1791               | Honoré Gabriel Riqueti, conte de Mirabeau | Nobil, membru al Adunării Constituante în perioada Revoluției franceze. În 1795 a fost exhumat și înmormântat într-un cimitir, apoi din nou exhumat și aruncat într-o groapă comună. |
| 1791               | Voltaire                                  | Scriitor și filozof al Iluminismului francez. |
| 1794               | Jean-Paul Marat                           | Politician și teoretician politic în perioada Revoluției franceze. A fost înmormânat în Panthéon în locul rămas liber după exhumarea contelui Mirabeau.                              |
| 1794               | Jean-Jacques Rousseau                     | Scriitor și filozof al Iluminismului francez. Corpul a fost retras din Panthéon în 1795.                                                                                             |
| 1810               | Jean Lannes                               | General al lui Napoleon I, mareșal al Franței. |
| 1811               | Louis Antoine de Bougainville             | Navigator, explorator și scriitor. |
| 1829               | Jacques-Germain Soufflot                  | Arhitectul care a proiectat Panthéonul. |
| 1885               | Victor Hugo                               | Scriitor. |
| 1889               | Lazare Carnot                             | Politician, inginer și matematician. |
| 1894               | Sadi Carnot                               | Președinte al Franței, înmormântat la Panthéon imediat după asasinarea sa. |
| 1907               | Marcellin Berthelot                       | Chimist și om politic francez, înmormântat cu soția sa Sophie Berthelot, prima femeie la Panthéon.                                                                                   |
| 1908               | Émile Zola                                | Romancier și jurnalist. |
| 1920               | Léon Gambetta                             | Om politic. Urnă cu inimă. |
| 1924               | Jean Jaurès                               | Om politic. |
| 1948               | Paul Langevin                             | Fizician și inventator francez. |
| 1959               | Victor Schœlcher                          | Om politic care a abolit sclavia în Franța. |
| 1952               | Louis Braille                             | Pedagog, inventatorul al alfabetului Braille. Transferat la Panthéon la centenarul morții sale.                                                                                      |
| 1964               | Jean Moulin                               | Figură proeminentă a Rezistenței franceze în timpul celui de-al Doilea Război Mondial.                                                                                               |
| 1967               | Antoine de Saint-Exupéry                  | Romancier, eseist și reporter. |
| 1995               | Pierre Curie                              | Fizician, laureat al Premiului Nobel. |
| 1995               | Marie Curie                               | Fiziciană, laureată al Premiului Nobel. Prima femeie care a fost înmormântată la Panthéon pe baza meritelor proprii.                                                                 |
| 1996               | André Malraux                             | Scriitor, ziarist și om politic. |
| 1998               | Toussaint L'Ouverture                     | Conducătorul revoluției din 1783 din Haiti. |
| 2002               | Alexandre Dumas                           | Romancier. |
| 2011               | Aimé Césaire                              | Poet și om politic. |